# 卢森堡国际货运航空
卢森堡国际货运航空（Cargolux Airlines International），是一家貨運航空公司，公司采用双枢纽战略，欧美樞紐位於盧森堡芬德爾國際機場，亚太枢纽位于香港国际机场。盧森堡貨運在歐洲是最大的定期全貨運航空公司。2018年12月併入盧森堡航空。

## 歷史
盧森堡貨運於1970年3月由卢森堡航空、Salen航運集團、Loftleidir Icelandic和各公司成立的。同年5月開始運作，用Canadair CL-44貨機提供服務從盧森堡飛香港。兩年內該航空公司的知名度成長。1973年進入噴射機年代，收購了5架道格拉斯DC-8，這使公司加快了貨物的運送時間。在1978年，盧森堡貨運將Canadair CL-44型飛機退役，開始用波音747。同年開始飛往亞洲及美國。
1983年中華航空成為第一家與盧森堡貨運航線簽署聯盟的航空公司。1984年增加了第三架波音747。1995年盧森堡貨運慶祝成立25週年。1997年盧森堡航空的股權增加為34%，1997年9月漢莎公司出售其24.5%股權給Sair物流與瑞士貨運。1998年Sair物流股權增加為33%。1999年盧森堡貨運的機隊已經達到兩位數字，有13架波音747。
在2000年的航線開通韓國漢城，2011年1月Luxair擁有43.4%股權、卡塔尔航空擁有35%股權、盧森堡金融公司擁有10.9%及其他股東10.7%。
2014年1月，河南航投收购了盧森堡貨運航空35%的股权，并构建以郑州为亚太物流中心、以卢森堡为欧美物流中心，覆盖全球的航空货运网络。

## 事故

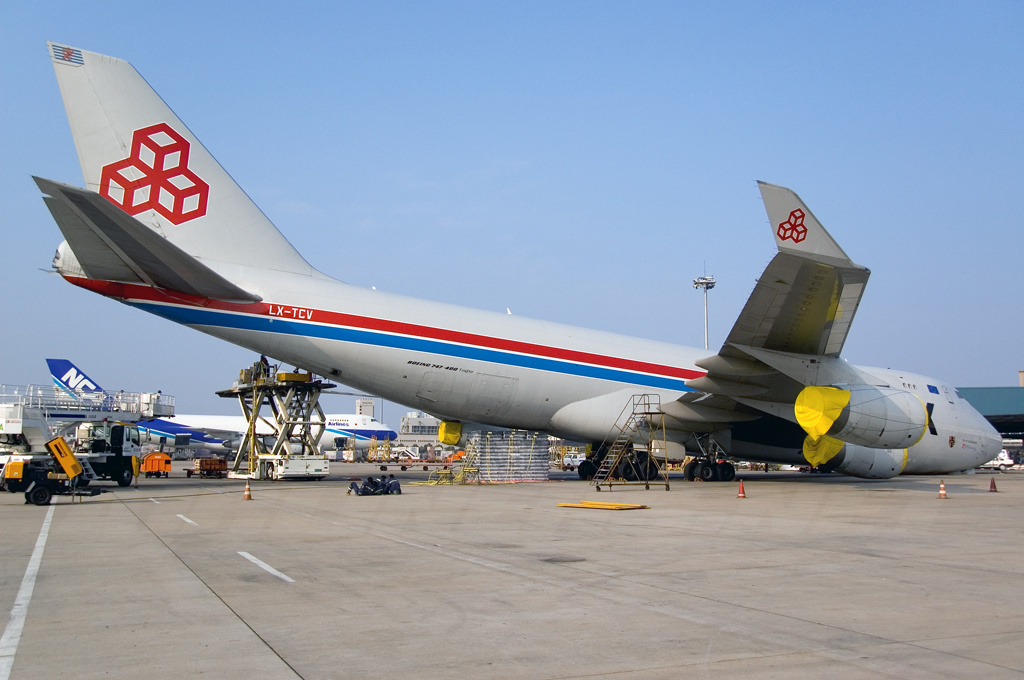
浦東國際機場盧森堡貨運事件

2006年1月於上海浦東國際機場，機尾編號LX-TCV的747-400F貨機在裝完貨物後將飛回盧森堡之前，工作人員誤將鼻輪收起，讓這架貨機失衡，機頭墜落導致嚴重傷損，不過無人傷亡。飛機在一段時間後修復。

## 機隊
截至2019年8月，盧森堡國際貨運航空公司的机队如下：

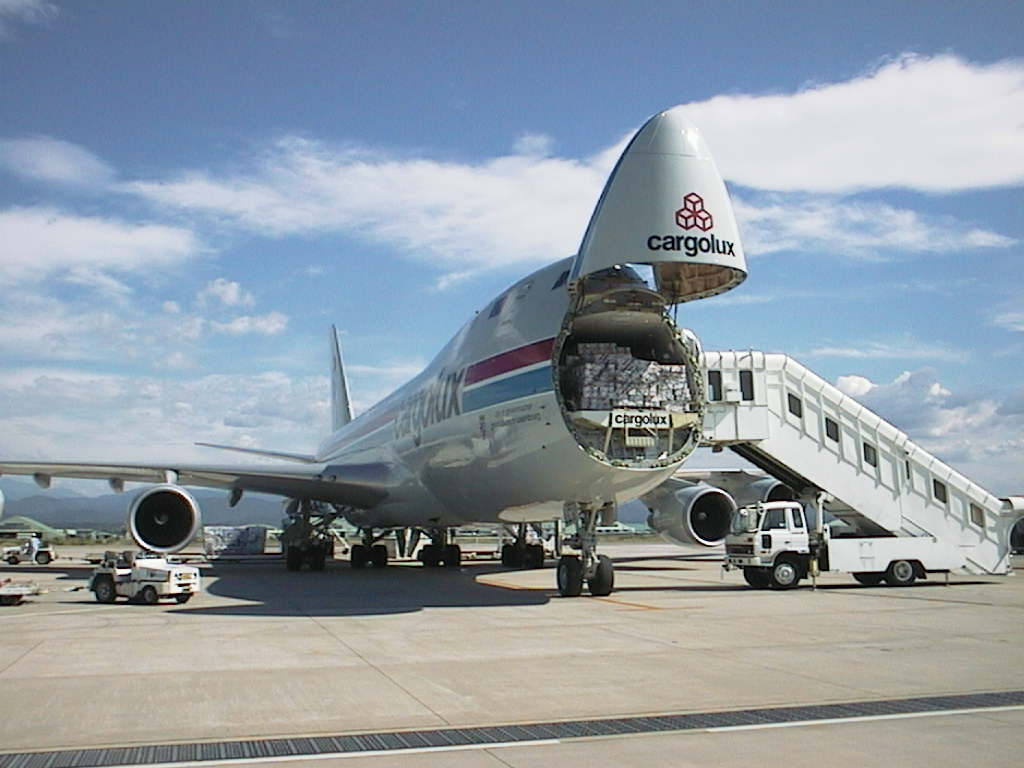
盧森堡貨運的波音747-400F正在卸貨

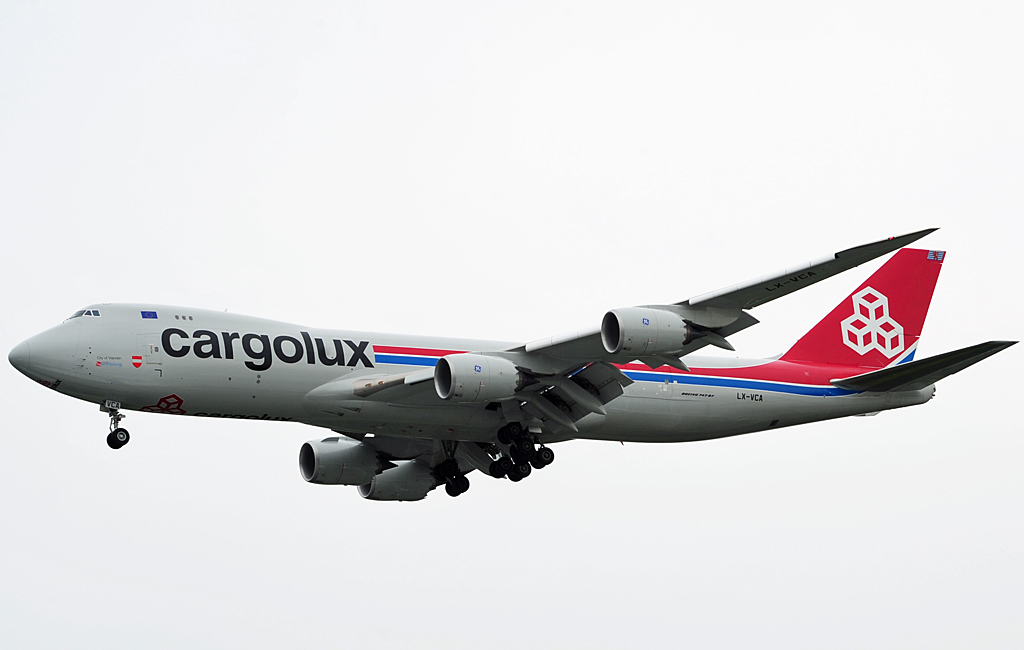
盧森堡貨運的波音747-8F在新加坡樟宜機場

| 机型            | 数量 | 已订购 | 备注                                            |
| --------------- | ---- | ------ | ----------------------------------------------- |
| 波音747-400ERF  | 6    | —      |                                                 |
| 波音747-400FSCD | 10   | —      | 起始用戶,4架為意盧貨運航空 Cargolux Italia      |
| 波音747-8F      | 14   | —      | 起始用戶                                        |
| 波音777-8F      | —    | 2      | 卢森堡国际货运航空首款雙發動機貨機              |
| 總數            | 30   | 2      | （4架 B747-400F為意盧貨運航空 Cargolux Italia） |

## 外部連結
- 盧森堡貨運（页面存档备份，存于）
- 维基共享资源上的相關多媒體資源：卢森堡国际货运航空

1. ↑  .   [2021-08-31]. （原始内容存档于2021-08-31）.